# Cantó de Charly-sur-Marne
El cantó de Charly-sur-Marne és un cantó francès del departament de l'Aisne, situat al districte de Château-Thierry. Té 19 municipis i el cap és Charly-sur-Marne.

## Municipis
- Bézu-le-Guéry
- La Chapelle-sur-Chézy
- Charly-sur-Marne
- Chézy-sur-Marne
- Coupru
- Crouttes-sur-Marne
- Domptin
- L'Épine-aux-Bois
- Essises
- Lucy-le-Bocage
- Montfaucon
- Montreuil-aux-Lions
- Nogent-l'Artaud
- Pavant
- Romeny-sur-Marne
- Saulchery
- Vendières
- Viels-Maisons
- Villiers-Saint-Denis

## Història
| Data d'elecció                           | Identitat      | Partit          | Qualitat |
| ---------------------------------------- | -------------- | --------------- | -------- |
| 1945-1951                                | Marcel Bonin   | PCF             |          |
| 1951-1964                                | Fernand Drouet | Divers droite   |          |
| 1964-1994                                | André Rossi    | CR, després UDF |          |
| 1994-2008                                | Renaud Dutreil | UDF             |          |
| 2008-                                    | Georges Fourré | Divers gauche   |          |
| les dades anteriors no són pas conegudes |                |                 |          |
|                                          |                |                 |          |

## Demografia
| A partir de 1990: Població sense dobles comptes |